# Лъжица
Лъжица е прибор за хранене, наподобяващ миниатюрна лопатка, състоящ се от дръжка, завършваща с малка, плитка купичка. Използва се за поднасяне и консумация основно на течни или полутечни храни като супа, сладолед или крем. Лъжиците намират приложение и в други дейности – готвене и измерване на количеството на различни подправки. Те се изработват от метал, дърво, пластмаса или порцелан.
В казармите много често това е единственият прибор, който се използва за всички видове храна.

## История
Лъжиците се използват още от дълбока древност. Вилицата е изобретена по-късно. В Европа в миналото лъжиците са били изработвани предимно от дърво. Древните гърци са използвали миди и раковини в качеството на лъжици. В Египет лъжиците са изработвани от камък, слонова кост и дърво. Често те са покрити с религиозни символи. По време на разцвета на римската империя се появяват бронзови и сребърни прибори. Днес много от тях се намират в историческите музеи по света. През средните векове лъжиците са основно от дърво и рог. Малко по-късно, около XV век за тяхната изработка се използва мед и олово. Кралете и аристокрацията обаче използва прибори, направени от сребро и злато.
В епохата на Възраждането стават широко разпространени така наречените апостолски лъжици. Появяват се в XV век, но придобиват популярност в XVI век като подаръци на християнски празници. На тях са изобразени учениците на Христос. Много по-рядко е изобразяван самият Христос. По това време се изменя и самият вид на лъжицата – дръжката става плоска, а горната част придобива формата на елипса. Около 1760 година лъжицата придобива съвременния си вид.
По старите хора в региона около община Левски все още използват старата българска дума „поварийка“ за дървена лъжица.

## Видове лъжици
Лъжиците са няколко вида. И до днес се използват дървени лъжици с дълги дръжки за готвене. Лъжиците за сервиране на супа се наричат черпак. За чай и кафе се използват много по-малки лъжички. Те служат също така и като измерителна единица, основно за подправки. Една чаена лъжица е около 5ml, а една настолна обикновена лъжица е около 15ml. Пластмасовите лъжици са за еднократна употреба. В някои азиатски страни се използват порцеланови лъжици за супа. Те са по-къси от обикновените и малко по-дълбоки. В някои култури лъжиците се използват и като музикален инструмент. Звукът се получава чрез удряне на лъжиците една в друга със задната им изпъкнала страна.

## Производство и материали
При машинно изработените лъжици основната форма се изрязва от лист чисто сребро, несильбер или сплав от неръждаема стомана. Чашата се прекарва между два валяка под налягане, за да се получи по-тънко сечение. Частта за дръжката също се валцува, за да се получи широчината, необходима за горния край. След това заготовката се изрязва до необходимата форма и се използват две матрици за оформяне на заготовката. След това утайката се отстранява с помощта на формовъчна машина, а купата се формова между двете матрици и се огъва. Сребърните лъжици се полират редовно, за да запазят блясъка си.
За да се изработи традиционна ръчно изкована лъжица, сребърен слитък се маркира в правилните пропорции за купата и дръжката. След това се нагрява до червено, взема се в клещи и се използва с чук и наковалня, за да се оформи. Върхът на пръчката се заостря, за да се оформи горната част на купата, след което се удря с чук, за да се получи формата на купата. Ако трябва да се добави пета, частта в средата се оставя по-дебела. Ръбовете на купата и върхът на лъжицата се оставят по-дебели, тъй като там е необходима по-голяма дебелина. След това се взема дръжката и се опъва по цялата ѝ дължина, като се започва от дебелината при гърлото и постепенно се стеснява към дъното по дебелина, което ѝ придава балансиран вид. По време на този процес продуктът става много твърд и трябва да се отгрява няколко пъти, след което да се обработва отново, докато се получи крайната форма.